# Magdalena de Cao
Magdalena de Cao – miasto w Peru, w regionie La Libertad, w prowincji Ascope, siedziba administracyjna dystryktu Magdalena de Cao.
Magdalena de Cao było osadą powstałą za czasów państwa Chimú, w 1538 roku miasto przejęli Hiszpanie.
Na szczególną uwagę zasługuje „chicha de año”, czyli typowy napój mieszkańców Magdaleny de Cao; który przygotowywany jest z kukurydzy i macerowany przez rok (stąd jego osobliwa nazwa).